# كمال مسعودي
كمال مسعودي (1961 - 1998) مغني وموسيقي جزائري في فن الشعبي، ولد في بوزريعة من عائلة تتحدر من بلدية فريحة في ولاية تيزي وزو. من الذين تألقوا في طابع الشعبي، سطع نجمه بسرعة بعد أغنية الشمعة. لم يمهله القدر حتى يتم مشواره الفني الذي كان يزخر بالمشاريع الفنية الكثيرة ورؤيا جديدة متطورة لطابع الشعبي. توفي في حادث سير في الجزائر العاصمة.

## حياته
كان فنانا ومغني الشعبي بالجزائر. ولد في 30 يناير عام 1961 في بوزريعة الواقعة في منطقة شعبية من ضواحي أعالي الجزائر العاصمة، كبر كمال مسعودي داخل أسرة قبائلية متواضعة تتحدر من بلدية أزفون في ولاية تيزي وزو. كان محبا لكرة القدم. سار كمال مسعودي على نهج أخيه الأكبر الذي كان موسيقيا. بداياته كانت عام 1974 عندما اختير لعضوية الاتحاد الوطني للشبيبة الجزائرية. كون مجموعة موسيقية وهو ما يزال طالبا.
وقد كان شهمًا وكانت أغانيه مفعمة بالكلمات العذبة. وقد أسر قلوب الملايين من هذا الشعب الغالي. وكانت كلماته تعبر عن مآسي وأفراح الشباب.

## أغانيه
- الشمعة ؛
- أنا وأنت يا قيثارة ؛
- يا دزاير ؛
- يا حسراه عليك يا الدنيا ؛
- كلثوم ؛
- رايح مرهون ؛
- يا يما (رثاء الأم) ؛
- يا الدزاير راه طاب القلب ؛
- يا نجوم الليل ؛
- واحد الغزيل ؛
- الحنة ؛
- آش تفيد ؛
- سمعي يا البنية ؛
- كيفاش أنا نحبك ؛
- مولات السالف الطويل ؛
- محال أنا ننساك ؛
- وين رايحة ؛
- ما نزيد نخمم ؛
- والله ما دريتك ؛
- مشيتي وما شفتي موراك ؛
- ما بقات رجلة ؛
- من حب هاد الغزالة ؛
- يا الحبيبة ما تبكيش ؛
- يا عروس - عزيز عليا - أنت الحبيب ؛
- اليوم نفكرك ؛
- راهو مقدرلي ؛
- روح يا زمان (سامحيني) ؛
- يا محلى الليل ؛
- خليها تعمل ما بغات ؛
- الوداع ؛
- نبغي تكوني مستورة ؛
- نحلم بيك ؛

وله أغاني أخرى.

## وفاته
توفي يوم الخميس 10 ديسمبر 1998 في حادث مرور. كان بسيطًا، متواضعًا وصادقا، رقيق المشاعر ويتألم في صمت، لذلك أضفيت مسحة من الكآبة على أغانيه. لم يكن منحرفًا في أغانيه التي كانت تدل على تجارب حقيقية.
مات في سن 37 أياما قبيل زفافه، آخر كلام قاله كان في القناة الأرضية الجزائرية يوم وفاته حيث سأله المنشط، وهو المطرب سيد علي دريس: «لماذا لا تحفظ أغاني الحاج العنقاء؟»، فرد عليه كمال مسعودي بأنه من الأفضل عنده حفظ آيات القرآن الكريم حتى يجدها ذخرًا له يوم القيامة.